# Góra lodowa

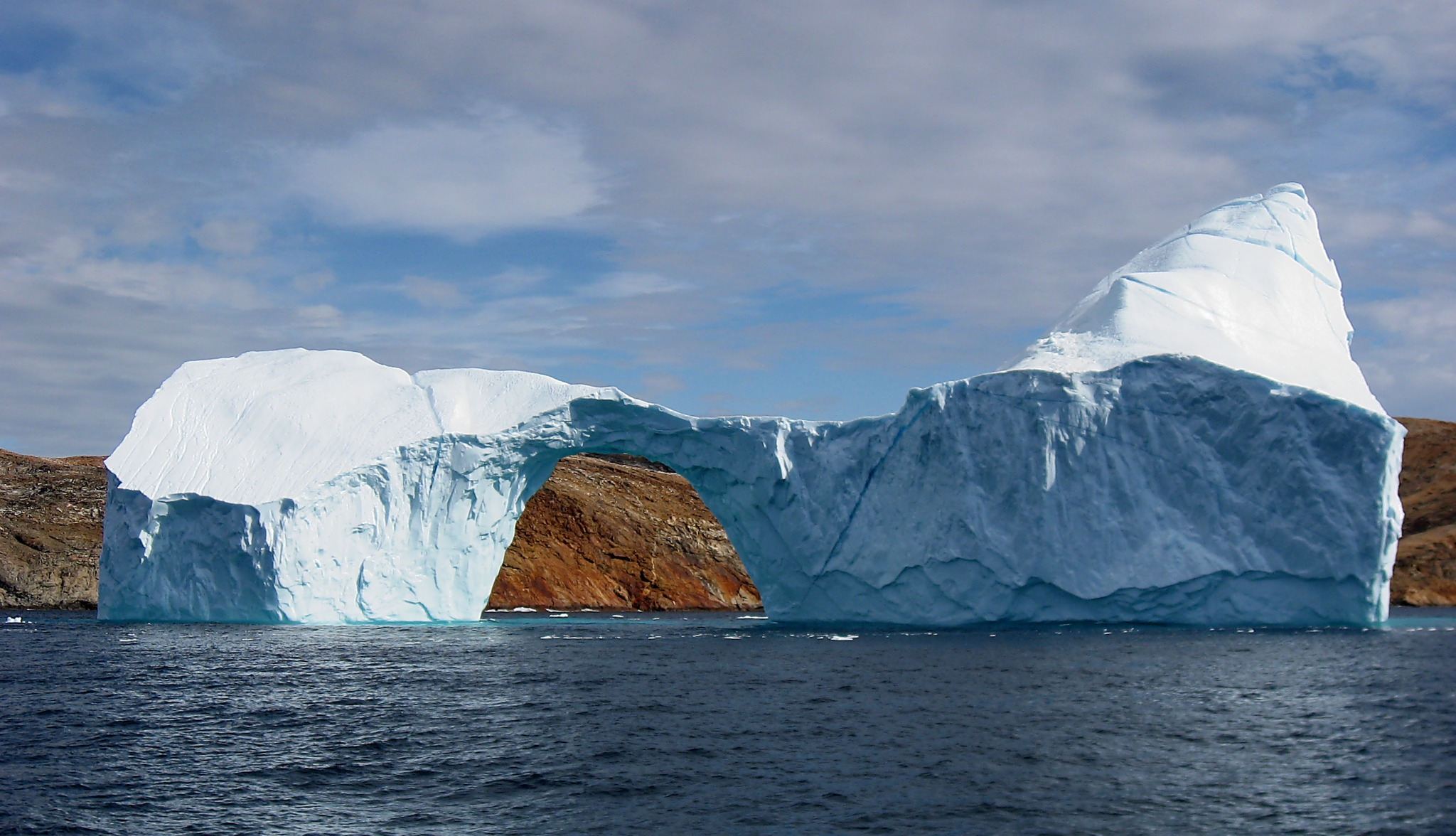
Zdjęcie góry lodowej wykonane pomiędzy zatokami Langø i Sanderson na południe od Upernavik na Grenlandii

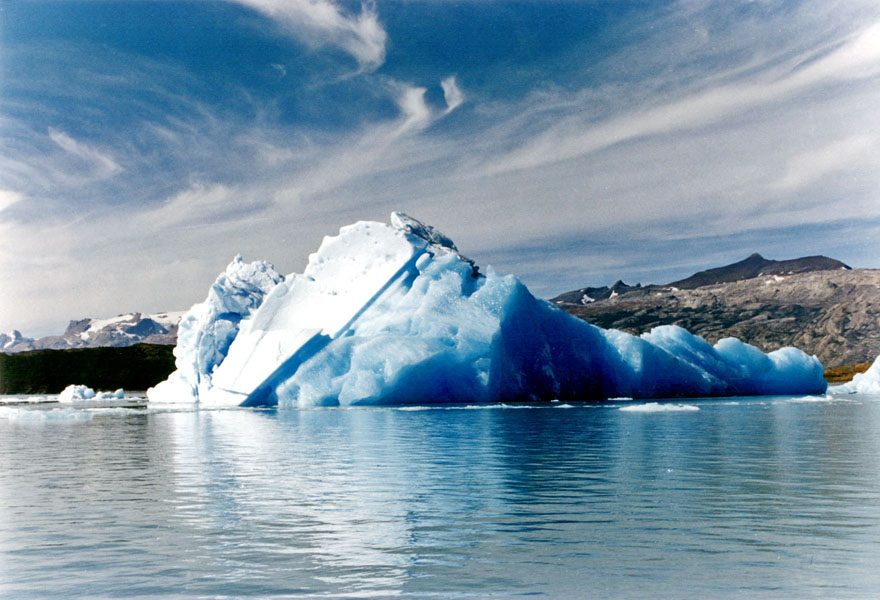
Częściowo wywrócona góra lodowa – na pierwszym planie widoczny niebieski lód lodowcowy

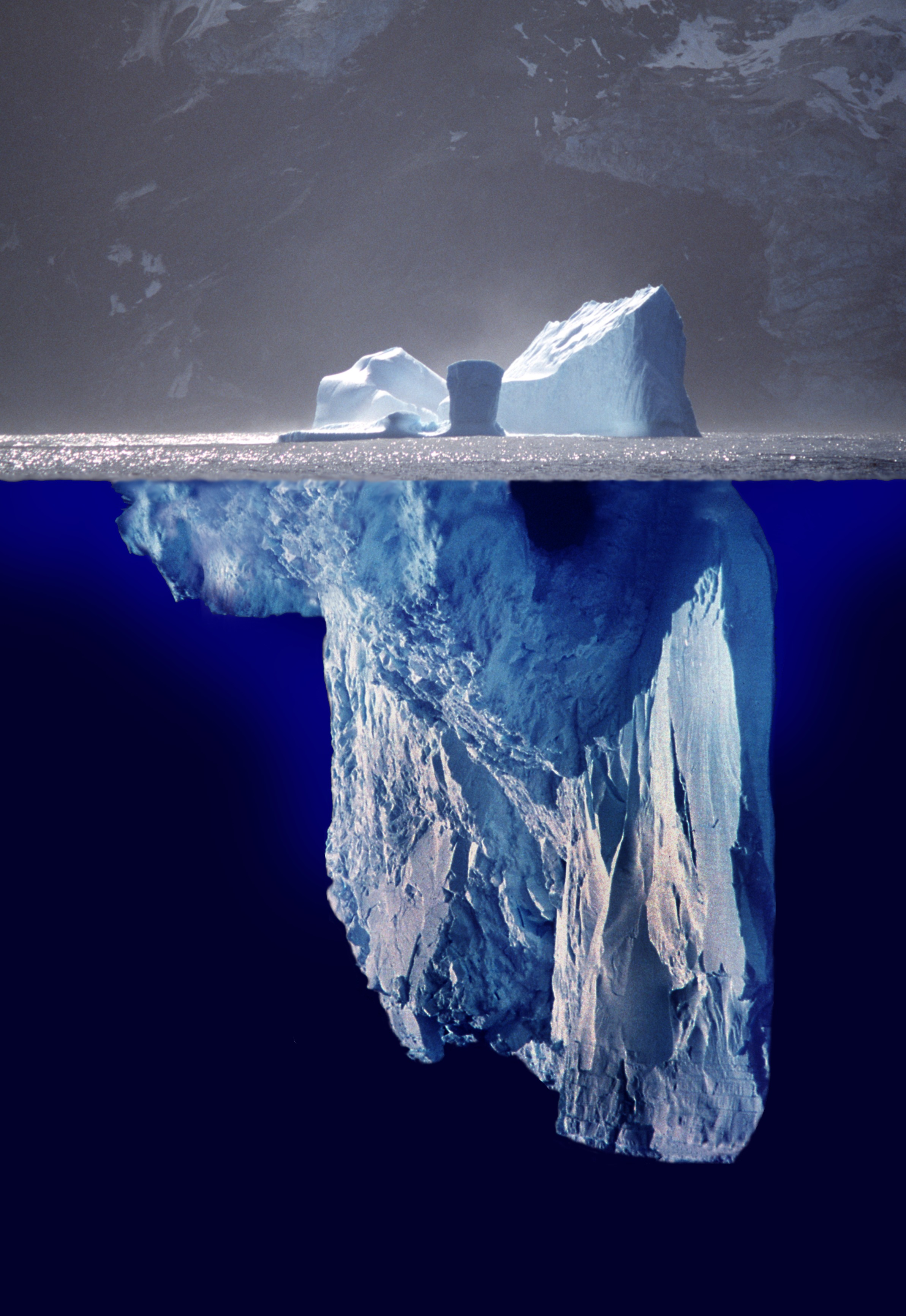
Schemat pokazujący, jaka część góry lodowej może znajdować się pod wodą

Góra lodowa – zwarta bryła lodu słodkowodnego, oderwana w wyniku procesu zwanego cieleniem się od lodowca, lądolodu lub lodowca szelfowego, pływająca po powierzchni wody lub osiadła na mieliźnie.
Góry lodowe występują w morzach Antarktydy, w wodach arktycznych i subarktycznych oraz w jeziorach zasilanych przez lodowce.

## Klasyfikacja
Góry lodowe klasyfikowane są według kształtu i rozmiaru. Dwie główne klasyfikacje opracowały Międzynarodowy Patrol Lodowy i Światowa Organizacja Meteorologiczna.
Według Międzynarodowego Patrolu Lodowego (ang. International Ice Patrol, IIP) góra lodowa to odłamana od lodowca masywna bryła lodu, wystająca co najmniej 5 m nad powierzchnię morza, o szerokości co najmniej 15 m i masie 105 t.
| Klasa                                             | Wysokość (m) | Długość (m) | Masa (t) |
| ------------------------------------------------- | ------------ | ----------- | -------- |
| Odłamek góry lodowej (ang. growler)               | < 1          | < 5         | 10³      |
| Odłam góry lodowej (ang. bergy bit)               | 1–5          | 5–15        | 104      |
| Mała góra lodowa (ang. small iceberg)             | 5–15         | 15–60       | 105      |
| Średnia góra lodowa (ang. medium iceberg)         | 15–50        | 60–120      | 106      |
| Duża góra lodowa (ang. large iceberg)             | 10–100       | 120–220     | 107      |
| Bardzo duża góra lodowa (ang. very large iceberg) | > 100        | > 220       | > 107    |

Według Światowej Organizacji Meteorologicznej (ang. World Meteorological Organization, WMO) góra lodowa to odłamana od lodowca masywna bryła lodu o dowolnym kształcie, powierzchni przekraczającej 300 m² i wystająca co najmniej 5 m nad powierzchnię morza, pływająca po powierzchni wody (ang. afloat) lub osiadła na mieliźnie (ang. aground) .
| Klasa                                             | Wysokość (m) | Długość (m) | Powierzchnia (m²) |
| ------------------------------------------------- | ------------ | ----------- | ----------------- |
| Odłamek góry lodowej (ang. growler)               | <1           | <5          | 20                |
| Odłam góry lodowej (ang. bergy bit)               | 1–5          | 5–15        | 100–300           |
| Mała góra lodowa (ang. small iceberg)             | 5–15         | 15–60       |                   |
| Średnia góra lodowa (ang. medium iceberg)         | 16–45        | 61–120      |                   |
| Duża góra lodowa (ang. large iceberg)             | 46–75        | 121–200     |                   |
| Bardzo duża góra lodowa (ang. very large iceberg) | > 75         | > 200       |                   |

Kształty gór lodowych

Ponadto Światowa Organizacja Meteorologiczna wyróżnia następujace typy gór lodowych ze względu na ich kształt :
- - Stołowe góry lodowe (ang. tabular berg) – o regularnym kształcie, pionowych ścianach i płaskim wierzchołku; większość gór stołowych powstaje w wyniku odłamywania się olbrzymich brył lodu od lodowców szelfowych.
  - Kopulaste góry lodowe (ang. domed iceberg) – o gładkich, wyrównanych ścianach i zaokrąglonym wierzchołku; kształt kopulasty mają góry lodowe, które wskutek silnej erozji utraciły swoją stateczność i wywróciły się.
  - Pochylone góry lodowe (ang. sloping iceberg) – kształt ten mają góry, które wskutek odłamywania się fragmentów lodu utraciły swoją stateczność i uległy przechyleniu; charakteryzują się ukośnym lub pionowym ułożeniem warstw lodu; ich ściany, które nigdy nie były zanurzone w wodzie pozostają chropowate, a te, które uległy wynurzeniu – gładkie i zaokrąglone.
  - Piramidalne góry lodowe (ang. pinnacled iceberg) – o kształcie zbliżonym do piramidy, z jednym centralnym wierzchołkiem lub kilkoma strzelistymi.
  - Góry lodowe typu „suchy dok” (ang. dry-docked iceberg) – kształt ten mają góry, które wskutek erozji przez falowanie wykształciły U-kształtne przecięcie, którego podstawa znajduje się na linii wody lub poniżej, przez co mają dwie kolumny lub piramidy po bokach.
  - Blokowe góry lodowe (ang. blocky iceberg) – o stromych, urwistych ścianach i płaskim lub lekko zaokrąglonym wierzchołku.
  - Zwietrzałe góry lodowa (ang weathered iceberg) – góry, które wskutek wietrzenia uległy tak znacznemu zniszczeniu, że całkowicie zatraciły swój początkowy kształt.
  - Wyspy lodowe (ang. ice island) – olbrzymie góry o powierzchni od kilku do ponad 500 tys. m², które odłamują się od lodowców szelfowych.

Istotnym parametrem charakteryzującym góry lodowe jest zanurzenie. Wpływ na nie ma gęstość lodu, gęstość wody, w której pływa i kształt góry. Gęstość lodu zależy od jego pochodzenia – typu lodowca, od którego się oderwała i lokalizacji w jego obrębie – przykładowo: w przypadku lodowca szelfowego gęstość może wahać się od 0,3–0,9 g/cm³ (powierzchniowa warstwa śniegowa – głębokość 60 m). Przy gęstości lodu 0,9 g/cm³ pod wodą znajduje się ok. 89% masy góry, przy 0,78 g/cm³ – 76%; w Arktyce średnia gęstość góry lodowej wynosi 0,83 g/cm³, co daje 81% masy pod wodą.

## Barwa gór lodowych

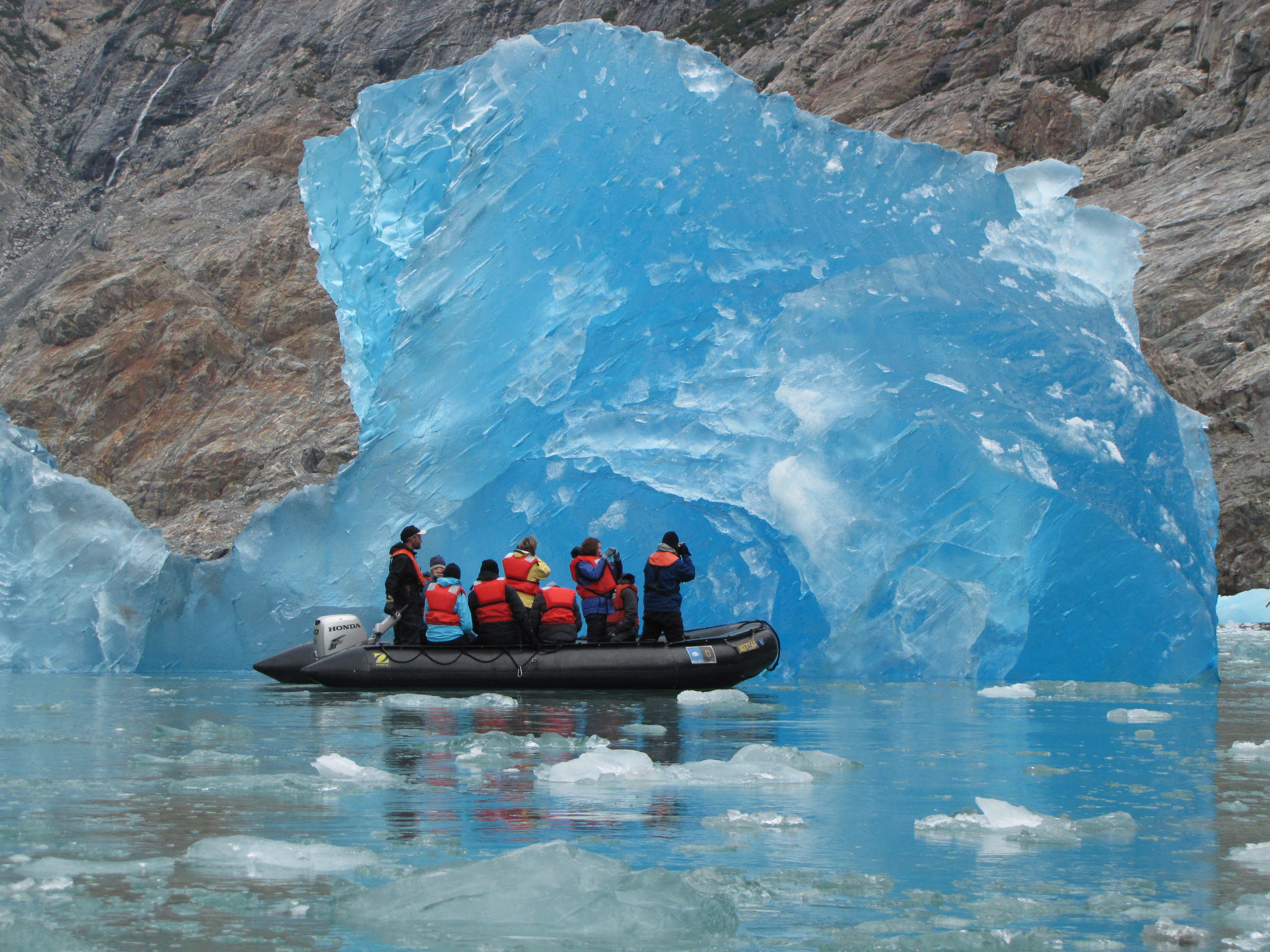
Góra lodowa o niebieskiej barwie lodu (2010)

Góry lodowe są zwykle barwy idealnie białej   – wynika to z tego, że zbudowane są z lodu odbijającego promienie słoneczne w całym zakresie promieniowania widzialnego . Dodatkowo niejednorodność lodu powstającego w wyniku kompresji śniegu, związana z obecnością licznych pęcherzyków powietrza i innych zanieczyszczeń powoduje odbijanie i rozpraszanie promieni słonecznych padających na lód . Góry lodowe mienią się na niebiesko, kiedy w lodzie znajduje się mało pęcherzyków powietrza .
Postrzegana barwa gór lodowych zależy od warunków obserwacji – przy Słońcu nisko stojącym nad horyzontem, gdy część promieniowania słonecznego docierającego do powierzchni ziemi ulega refrakcji i jest pochłonięta przez atmosferę, góry lodowe mogą wydawać się złociste do czerwonych.
Pod wodą natomiast barwa gór lodowych wydaje się niebieskawa, co wynika z pochłaniania części widma promieniowania widzialnego przez wodę – ponieważ najsilniej pochłaniane jest promieniowanie o dłuższych falach (z czerwonej i żółtej części widma), oczy rejestrują jedynie pozostałe barwy, w tym przypadku błękity. Na większych głębokościach, w zależności od przeźroczystości wody – nawet na 20 m, wszelkie kolory przestają być postrzegane przez ludzkie oko.
Góry lodowe bywają również barwy zielonej, która pochodzi prawdopodobnie od śladowych ilości materii organicznej, która przedostała się do lodu z wody morskiej lub powietrza . Mogą być to organizmy morskie takie jak plankton roślinny. Geneza zielonych gór lodowych nie jest do końca wyjaśniona . Ich zabarwienie może być również spowodowane śladowymi ilościami związków metalicznych .
Inne góry lodowe mogą wyglądać nawet na brązowe lub czarne . Czarny lód ma dużą gęstość i nie zawiera pęcherzyków powietrza, ponadto ciemne warstwy wskazują na obecność materiałów skalnych z podstawy macierzystego lodowca .

## Zanik góry lodowej
Topnienie części góry lodowej zanurzonej w wodzie zachodzi pod wpływem rozpuszczania lodu przez słoną wodę morską (mniejsze znaczenie) i topnienie powodowane przez przekazywanie ciepła z wody do lodu. Intensywność tego procesu zależy wprost proporcjonalnie od temperatury wody i intensywności falowania (wpływa na szybkość wymiany wody), odwrotnie proporcjonalnie natomiast od gęstości lodu.
Topnienie części nawodnej zachodzi pod wpływem energii cieplnej Słońca (insolacji), zależne jest od szerokości geograficznej i warunków meteorologicznych (temperatura powietrza, zachmurzenie, występowanie mgieł). Woda z roztopów wnika w szczeliny lodu, a następnie – np. po nastaniu nocy – zamarza, rozsadzając lód.
Duże znaczenie przy zaniku góry lodowej ma falowanie. Może doprowadzić do zmęczenie materiału i rozłamania się góry, wywołuje również powstawanie nisz abrazyjnych na linii wodnej, które po osiągnięciu odpowiedniej głębokości prowadzą do powstawania pęknięć w obrębie wynurzonej części i odrywania odłamów lodu.
Czasami na powierzchni góry lodowej znajduje się materiał skalny, który opada na dno w postaci osadu podczas topnienia góry lodowej .

## Dryf gór lodowych
Pływające góry lodowe mogą przemieszczać się. Wpływ na to ma głównie działanie poruszającej się wody i powietrza. Ruch góry lodowej zależy od:
- kierunku, prędkości i pionowego zasięgu prądu morskiego
- kierunku, prędkości i długotrwałości wiatru
- stosunku wielkości części zanurzonej i wynurzonej
- batymetrii akwenu

W związku z tym prędkość poruszania się gór lodowych jest różna. W Arktyce wynosi ona przykładowo: 7–22 km/dobę wzdłuż zachodnich wybrzeży Spitsbergenu, 7–65 km/dobę w rejonie Cieśniny Davisa i Labradoru.

## Występowanie
Góry lodowe spotyka się na wodach w strefach polarnych półkuli północnej i południowej – występują na morzach Antarktyki, w wodach arktycznych i subarktycznych oraz w jeziorach zasilanych przez lodowce .

### Antarktyka
W strefie polarnej półkuli południowej źródłem gór lodowych są lodowce szelfowe Antarktydy, które tworzą ok. 30% linii brzegowej kontynentu . Najwięcej gór lodowych oderwało się od Lodowca Szelfowego Rossa w południowej części Morza Rossa i od Lodowca Szelfowego Filchnera w południowej części Morza Weddella. Wiele gór lodowych odrywa się również od niewielkich, lecz wartko płynących lodowców szelfowych takich jak Lodowiec Szelfowy Amery’ego .
Antarktyczne góry lodowe osiągają ogromne rozmiary – z reguły mają od kilku do kilkudziesięciu kilometrów średnicy, ich grubość sięga 200–400 m a ich wysokość ponad powierzchnię wody to 30–50 m . Roztapiają się średnio po 13 latach.

### Arktyka
W strefie polarnej półkuli północnej źródłem większości gór lodowych są lodowce Grenlandii schodzące z lądolódu grenlandzkiego . Co roku powstaje tak ok. 10 tys. gór lodowych i średnio 473 wpływa na szlaki wodne na Oceanie Atlantyckim . Duże jęzory lodowcowe odprowadzające lód z lądolodu wkraczają do morza poprzez doliny na obrzeżach Grenlandii, cieląc się i tworząc liczne góry lodowe . Najbardziej znanym z tych lodowców jest uchodzący do fiordu Ilulissat Jakobshavn Isbræ (gren.: Sermeq Kujalleq) . Od lodowca co roku odrywa się 35 km³ lodu, co stanowi ok. 10% wszystkich gór lodowych powstających rocznie na Grenlandii . Góry przemieszczają się przez wody fiordu z prędkością ok. 40 m na dzień i gromadzą się przy wylocie fiordu do morza . Następnie wpływają do zatoki Disko i unoszone są dalej na otwarty ocean, stanowiąc zagrożenie dla żeglugi na północnym Atlantyku . Niektóre z nich docierają nawet na Bermudy .
Źródłem wielu wysp lodowych w Arktyce był lodowiec szelfowy Ward Hunt Ice Shelf na Wyspie Ellesmere’a w Kanadzie, lecz wskutek zmian klimatycznych lodowiec ten zanika – więcej lodu odrywa się niż przybywa . Wyspy lodowe z Wyspy Ellesmere’a dostają się do Wiru Morza Beauforta, przez co kołują przez jaki czas, zanim wypływają przez Cieśninę Fram na Ocean Atlantycki . Najsłynniejszą wyspą lodową z tego regionu była góra lodowa T-3 (Fletcher’s Ice Island), na której w latach 1952–1974 funkcjonowała stacja badawcza, gdzie prowadzono m.in. badania z zakresu akustyki.
Góry lodowe Arktyki są mniejsze, charakteryzują się bardziej nieregularnymi kształtami i łatwiej się rozpadają niż góry lodowe Antarktydy . Roztapiają się średnio po 4 latach.

## Monitorowanie i nazewnictwo

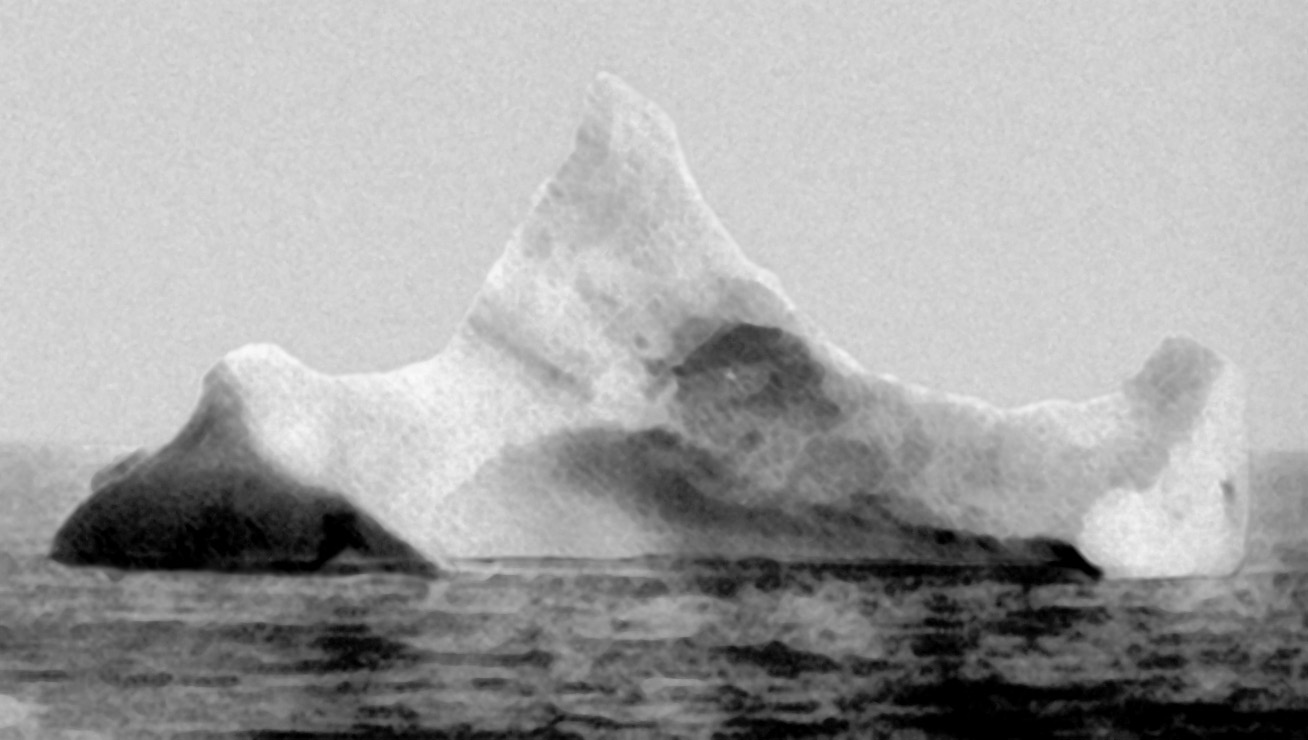
Góra lodowa, z którą prawdopodobnie zderzył się „Titanic”, zdjęcie wykonane przez głównego stewarda liniowca Prinz Adalbert rankiem 15 kwietnia 1912 roku kilka mil na południe od miejsca, w którym zatonął „Titanic”

Dryf gór lodowych może stanowić zagrożenie dla żeglugi, w związku z tym prowadzone są obserwacje na obszarach szlaków żeglugowych; zajmuje się tym m.in. Międzynarodowy Patrol Lodowy powołany do życia w 1914 roku, po zatonięciu „Titanica” w nocy z 14 na 15 kwietnia 1912 roku po zderzeniu z górą lodową. Działalność patrolu finansuje 17 państw (stan na 2014 rok): Belgia, Dania, Finlandia, Francja, Grecja, Hiszpania, Holandia, Japonia, Kanada, Niemcy, Norwegia, Panama, Polska, Stany Zjednoczone, Szwecja i Wielka Brytania.
W 1995 roku US National Ice Center uruchomił program monitorowania gór lodowych przy wykorzystaniu satelitów w obszarach polarnych, na wodach Wielkich Jezior i Chesapeake Bay. US National Ice Center monitoruje, dokumentuje i nadaje nazwy antarktycznym górom lodowym, które spełniają kryteria minimalnej wielkości . Monitoring obejmuje góry o długości najdłuższej osi przynajmniej 10 NM (18,5 km) lub o powierzchni przynajmniej 20 NM² (68,5 km²). Centrum stworzyło system nadawania nazw antarktycznym górom lodowym, których pierwszy człon A, B, C lub D oznacza jeden z kwadrantów, na które umownie podzielono kontynent, a drugi człon to numer porządkowy (każda nowa góra otrzymuje kolejny numer).
| Kwadrant | Współrzędne geograficzne | Region                                                     |
| -------- | ------------------------ | ---------------------------------------------------------- |
| A        | 0–90W                    | Morze Bellingshausena/Morze Weddella                       |
| B        | 90W–180                  | Morze Amundsena/wschodnia część Morza Rossa                |
| C        | 180–90E                  | Zachodnia część Morza Rossa/Ziemia Wilkesa                 |
| D        | 90E–0                    | Lodowiec Szelfowy Amery’ego/wschodnia część Morza Weddella |

Największą górą lodową, której rozmiar został wiarygodnie oszacowany na podstawie zdjęć satelitarnych, była góra lodowa B-15 o powierzchni 11 000 km², która oderwała się w marcu 2000 od Lodowca Szelfowego Rossa .